# Bahnstrecke Türkmenabat–Kerkiçi
| Brücke über den Amudarja zwischen Kerki und Kerkiçi |                          |                                         |                                         |
| Streckenlänge: | 210 km                   |                                         |                                         |
| Spurweite: | 1520 mm (Russische Spur) |                                         |                                         |
| |                          |                                         |                                         |
| \| \| \| Transkaspische Eisenbahn \| \| \| \| \| Türkmenabat \| \| \| \| \| Strecke Makat–Türkmenabat \| \| \| \| \| Saýat \| \| \| \| \| Garabekewul \| \| \| \| \| Pelwert \| \| \| \| \| Halaç \| \| \| \| \| Kerki (Atamyrat) \| \| \| \| \| Bahnstrecke Kerki–Andchoi (Afghanistan) \| \| \| \| \| Amudarja \| \| \| \| \| Strecke Dschuma–Duschanbe von Duschanbe \| \| \| \| \| Kerkiçi \| \| \| \| \| \| \| \| \| \| Amyderýa \| \| \| \| \| Strecke Dschuma–Duschanbe nach Dschuma \| \| \| \| \| \| \| \| Quellen: [1] \| \| \| \| |                          |                                         |                                         |
| Strecke |                          | Transkaspische Eisenbahn                | Transkaspische Eisenbahn                |
| Bahnhof |                          | Türkmenabat                             | Türkmenabat                             |
| Abzweig geradeaus, nach rechts und von rechts |                          | Strecke Makat–Türkmenabat               | Strecke Makat–Türkmenabat               |
| Bahnhof |                          | Saýat                                   | Saýat                                   |
| Bahnhof |                          | Garabekewul                             | Garabekewul                             |
| Dienststation / Betriebs- oder Güterbahnhof |                          | Pelwert                                 | Pelwert                                 |
| Bahnhof |                          | Halaç                                   | Halaç                                   |
| Bahnhof |                          | Kerki (Atamyrat)                        | Kerki (Atamyrat)                        |
| Abzweig geradeaus und nach rechts |                          | Bahnstrecke Kerki–Andchoi (Afghanistan) | Bahnstrecke Kerki–Andchoi (Afghanistan) |
| Brücke über Wasserlauf |                          | Amudarja                                | Amudarja                                |
| Strecke von rechts · Strecke |                          | Strecke Dschuma–Duschanbe von Duschanbe | Strecke Dschuma–Duschanbe von Duschanbe |
| Bahnhof · Strecke |                          | Kerkiçi                                 | Kerkiçi                                 |
| Strecke nach links · Abzweig geradeaus und von rechts |                          |                                         |                                         |
| Bahnhof |                          | Amyderýa                                | Amyderýa                                |
| Strecke |                          | Strecke Dschuma–Duschanbe nach Dschuma  | Strecke Dschuma–Duschanbe nach Dschuma  |
| |                          |                                         |                                         |
| Quellen: |                          |                                         |                                         |

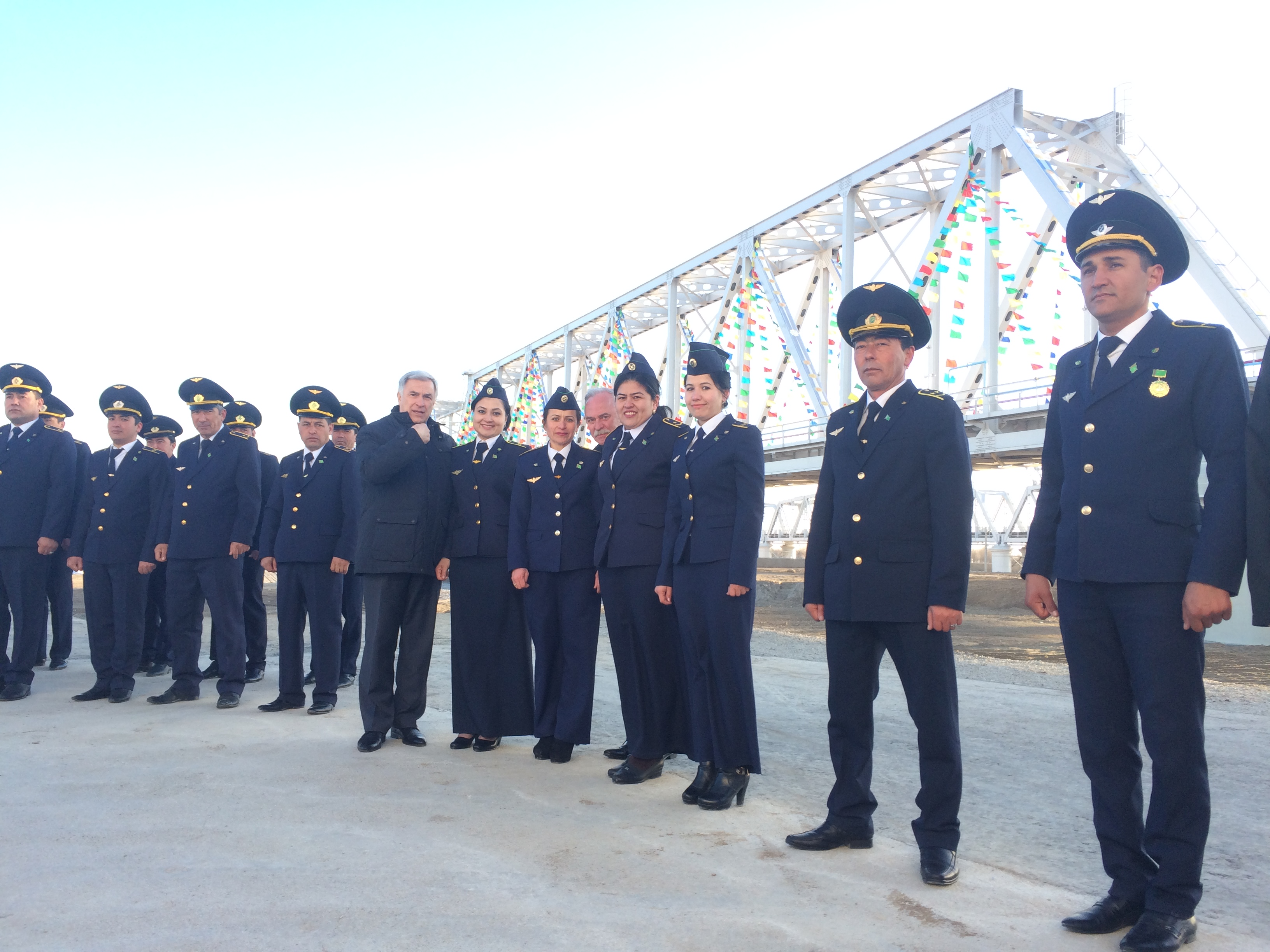
Stolze Eisenbahner präsentieren sich vor der Amudarja-Brücke

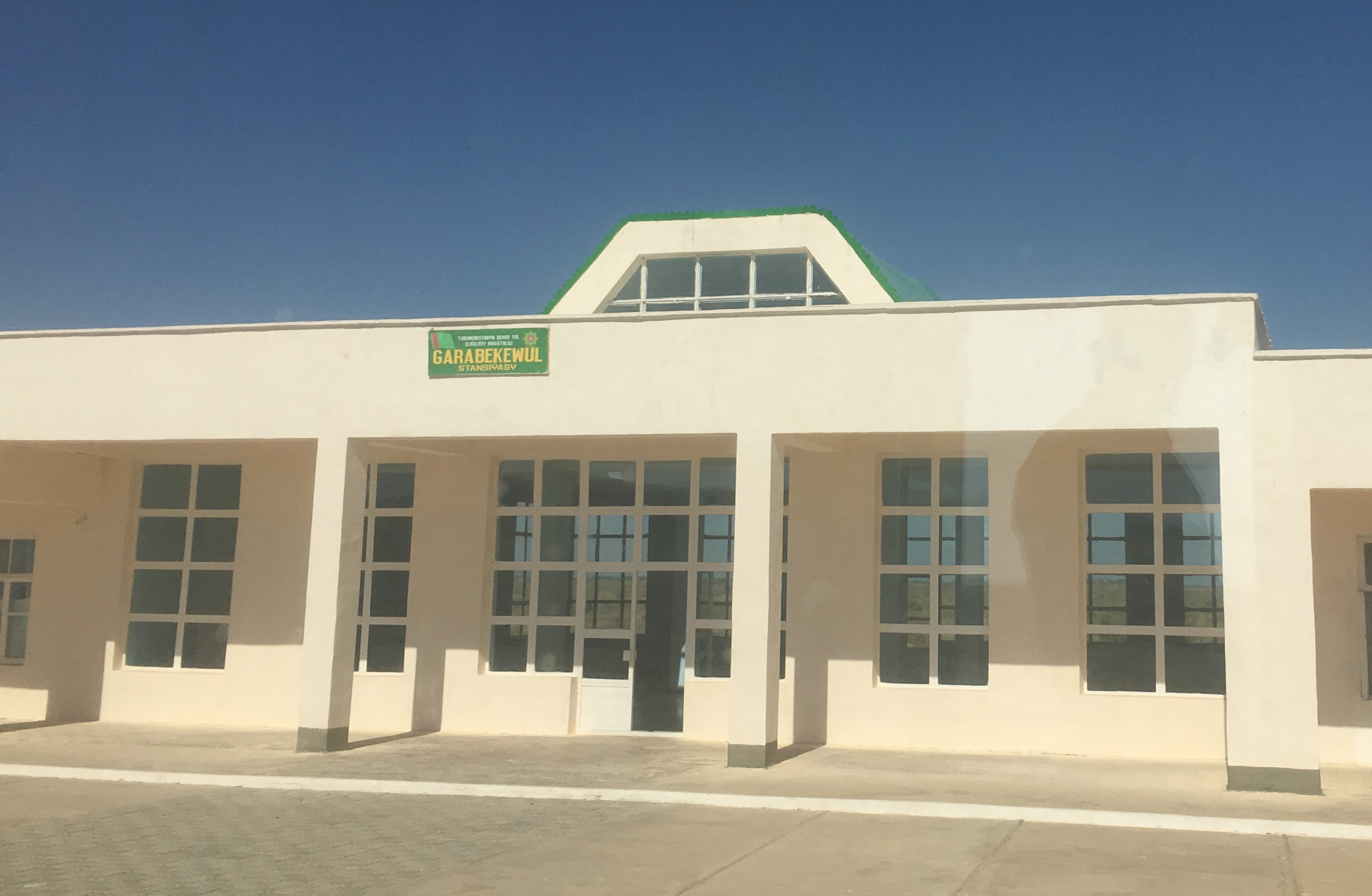
Empfangsgebäude Garabekewul

Die Bahnstrecke Türkmenabat–Kerkiçi ist eine einspurige Bahnstrecke im östlichen Teil des turkmenischen Eisenbahnnetzes. Sie gehört der turkmenischen Staatsbahn, Türkmenistanyň Demir ýol (TDÝ).

## Geografische Lage
Die Strecke zweigt im Bahnhof Türkmenabat von der Transkaspischen Eisenbahn ab und verläuft dann in östlicher Richtung entlang des südlichen, linken Ufers des Amudarja flussaufwärts bis Kerki (ehemals: Atamurat). Hier überquert sie den Amudarja auf einer großen Brücke und mündet in dem am gegenüberliegenden Ufer gelegenen Kerkiçi in die Bahnstrecke Dschuma–Duschanbe. Die Strecke verkürzte die Eisenbahnverbindung Türkmenabat–Kerkiçi auf ein Drittel.

## Technische Parameter
Die Strecke ist in russischer Breitspur (1520 mm) errichtet. Sie ist ca. 210 km lang, einspurig und nicht elektrifiziert.

## Geschichte
Die Strecke verdankt ihren Bau den politischen Verwerfungen in Folge der Auflösung der Sowjetunion. Damit wurden die für den Eisenbahnbetrieb der sowjetischen Staatsbahn (SZD) bedeutungslosen Grenzen zwischen den einzelnen, ehemaligen Unionsrepubliken zu internationalen Staatsgrenzen und zerschnitten an vielen Stellen das Eisenbahnnetz. So entstand aus einem Streckenabschnitt der Bahnstrecke Dschuma–Duschanbe, der auf einer Länge von 183 km zwischen den nunmehrigen Grenzbahnhöfen Talimardschan und Ras auf turkmenischem Staatsgebiet zu liegen kam, ein Inselbetrieb der neuen TDÝ. Um diesen an das Hauptnetz anzubinden, ohne über usbekisches Staatsgebiet fahren zu müssen, entstand die Bahnstrecke Türkmenabat–Kerkiçi. Sie wurde ab 1996 von der TDÝ mit eigenen Kräften errichtet und 1999 bis Kerki in Betrieb genommen. Die aufwändige, 1,4 km lange Brücke über den Amudarja nach Kerkiçi fehlte zunächst noch. Sie wurde als ukrainisch-turkmenisches Gemeinschaftsprojekt gebaut und 2009 fertiggestellt.

## Betrieb
Auf der Strecke findet sowohl Personen- als auch Güterverkehr statt.